# Apocephalus commensuratus
Apocephalus commensuratus är en tvåvingeart som beskrevs av Brown 2002. Apocephalus commensuratus ingår i släktet Apocephalus och familjen puckelflugor.
Artens utbredningsområde är Ecuador. Inga underarter finns listade i Catalogue of Life.